# Belba globiceps
Belba globiceps är en kvalsterart som först beskrevs av Giovanni Canestrini och Fanzago 1876.  Belba globiceps ingår i släktet Belba och familjen Damaeidae. Inga underarter finns listade.